# Беренгер-Рамон
Беренге́р-Рамо́н (ісп. Berenguer Ramón, кат. Berenguer Ramon) — чоловіче особове складене ім'я. Латиною — Беренга́рій-Ра́ймунд (лат. Berengarius-Raymundus).

## Особи
- Беренгер-Рамон I — барселонський граф.
- Беренгер-Рамон II — барселонський граф.